# Skënder Bruçaj
Skënder Bruçaj (* 22. Juni 1976 im Kreis Malësia e Madhe) ist ein albanischer  islamischer Gelehrter und war ab März 2014 bis 2019 Vorsitzender der Muslimischen Gemeinschaft Albaniens.

## Leben
Bruçaj stammt aus den Albanischen Alpen im Norden des Landes. Er zählte zum ersten Kontingent von Studenten, die im Rahmen eines Studentenprogramms der Muslimischen Gemeinschaft 1992 in die Türkei reisten. 1996 leitete er die Medrese von Beykoz in Istanbul. Später studierte er am Institut für Fremdsprachen der Bosporus-Universität Englisch und setzte seine Studien an der Fakultät für Sozialwissenschaften – Zweig Psychologie – fort. Von 2000 bis 2011 war Bruçaj Leiter des Aufbaustudiums. 2008 wurde er Direktor des Zentrums für Karriereplanung an der Epoka-Universität in Tirana. Im September 2008 wurde Bruçaj zudem Vorsitzender des Redaktionsausschusses für die Eröffnung der muslimischen Bedër-Universität in Tirana. Vom September 2011 bis Dezember 2013 war er Leiter des Departements für Justiz und stellvertretender Dekan der Fakultät für Geisteswissenschaften an der Bedër-Universität. Im Dezember 2013 wurde er Vizepräsident der Muslimischen Gemeinschaft Albaniens.
Im März 2014 wurde er zum Vorsitzenden der Muslimischen Gemeinschaft gewählt. Die Wahl war jedoch von Kontroversen begleitet: Einige Imame und andere muslimische Funktionsträger betrachteten das Verfahren als illegal, da es den Regeln der Muslimischen Gemeinschaft zuwider liefe, und bezeichneten die Vergabe dieses Amtes an ihn als einen Putsch der Gülen-Bewegung. Im März 2019 wurde Bujar Spahiu zu seinem Nachfolger gewählt; Bruçaj hatte darauf verzichtet, für eine zweite Amtszeit zu kandidieren.
Bruçaj spricht neben seiner Muttersprache Albanisch mehrere Fremdsprachen wie Türkisch, Italienisch und Englisch.
Er ist verheiratet und hat zwei Söhne.